# Герлаван Борис Федосійович
Борис Федосійович Герлаван (біл. Барыс Федасеевіч Герлаван; *25 грудня 1937, село Мартоноша, Новомиргородський район, Кіровоградська область, Україна) — білоруський художник, Заслужений діяч мистецтв Білорусі (1977), Народний художник Білорусі (1990), професор.

## Біографія
Працював у Білоруському республіканському театрі юного глядача у 1960—1961 роках. З 1962 року працює в Національному театрі Янки Купали. У 1966 році закінчив відділення сценографії Білоруського державного ткатрально-художнього інституту (клас Я. Чамадурова, керівник дипломної роботи П. Маслєнніков). З 1976 року — став головним художником.
у 1985 році Борис Герлаван отримав Державну премію СРСР за оформлення спектаклів «Поріг» (1983) і «Радість» (1984). За оформлення спектакля «Мудромір» у 1988 році художнику була присвоєна Державна премія БРСР
З 1991 року викладає сценографію у Білоруській академії мистецтв. В 1998 році отримав звання професора.

## Творчість
Лише на сцені купалівського театру він оформив більше 70 спектаклів. Він є автором сценографії спектаклів і в інших театрах Білорусі, близького та далекого зарубіжжя, лауреат багатьох міжнародних театральних фестивалів. Праці Герлавана вирізняються реалістичністю, образністю і колоритною точністю.
Завдяки своєму таланту, Герлаван при оформленні сценічного простору підіймається до рівня драматурга чи режисера, стає повноправним співавтором драматичного твору. Деколи його сценографія стає одним з найважливіших компонентів спектаклю і визначає його успіх у глядачів. Так було зі спектаклями «Буря» Вільяма Шекспіра, «Розкидане гніздо» Янки Купали (1972), «Ворота безсмертя» Кіндрата Кропиви (1974), «Затюканий апостол», «Таблетку під язик», «Свята простота» (1976) Андрія Макеєнка, «Останній шанц» Василя Бикова (1974), «Страсті за Авдеєм» В. Бутрамєєва, які увійшли в золотий фонд білоруського театрального мистецтва.
До оформлених ним спектаклів також належать «Одруження Белугіна» Олександра Островського і М. Соловйова (1963), «Міщанин-шляхтич» Мольєра (1967), «Що той солдат, що цей» Бертольта Брехта (1974), «Характери» Василя Шукшина (1975), «Оптимістична трагедія» Всеволода Вишневського (1977), «Святая святих» Іона Друце (1977), «Людина з легенди» І. Ражкова і Євгена Шабана (1978), «Оженитися — не журитися» Міхася Чарота і Далецьких (1972) у театрі імені Я. Купали; «Діти одного дому» І. Шам'якіна (1967) у театрі юного глядача.

## Премії та нагороди
- Лауреат Державних премій СРСР та Республіки Білорусь
- Лауреат премії імені Є. Мировича (1992)
- Лауреат «Кришталевої Павлінки», найвищої нагороди Білоруської спілки театральних діячів
- Лауреат спеціальної премії Президента Республіки Білорусь за вклад у виховання творчої молоді (2004)
- Кавалер Ордена Франциска Скорини (2008)